# Cinématique stellaire
La cinématique stellaire est la description du mouvement des étoiles. Combinée avec des informations sur la distribution spatiale, elle donne accès à la dynamique stellaire, qui tient compte des forces à l'origine des mouvements, notamment de la gravité.  La cinématique stellaire s'applique à tout type de système stellaire, allant de l'étoile binaire à la galaxie, en passant par les amas d'étoiles. 
Du point de vue des observations, la cinématique stellaire s'applique aussi bien à des systèmes résolus en étoiles individuelles, telle la Voie lactée, qu'à des systèmes non-résolus, telle la plupart des autres galaxies.  Pour les systèmes non-résolus, la cinématique décrit des quantités statistiques.
L'ordre de grandeur des vitesses va de quelques kilomètres par seconde, pour les amas d'étoiles ou les plus petites galaxies, à plus de 1 000 km/s pour les grandes galaxies. Les plus grandes vitesses sont observées au centre des galaxies, et en particulier dans le voisinage du trou noir.

## Mesure de la vitesse spatiale
Un système stellaire se décrit dans un espace des phases à six dimensions, trois dimensions spatiales usuellement notées x, y, et z, et trois dimensions caractérisant le vecteur vitesse, communément notées u, v et w, dans un référentiel galiléen. Les coordonnées u, v et w, définissent la vitesse spatiale. 
La détermination de la vitesse requiert la mesure de la vitesse radiale au moyen de la spectroscopie, et le mouvement propre, c'est-à-dire la vitesse angulaire transverse, au moyen de l'astrométrie. La vitesse spatiale transverse est ensuite déterminée en se servant de la vitesse angulaire et de la distance, puis les composantes u, v et w de la vitesse spatiale sont obtenue par un changement de coordonnées.
Le choix du référentiel dépend de l'objet de l'étude. Par exemple, pour étudier la Voie lactée ou une autre galaxie dans son ensemble on se rapportera à un référentiel situé au centre de l'objet: référentiel galactocentrique. Par contre, les études traitant du voisinage solaires se placeront dans un référentiel centré sur le soleil, le référentiel local au repos (LSR). Dans le premier cas, le soleil tourne autour du centre Galactique à la vitesse d'environ 220 km/s a une distance de 8 kpc. Dans le second cas, le soleil est au repos au centre.

## Composante cinématique
Les premières descriptions des galaxies s'appuyaient exclusivement sur des images. Avant même que les galaxies n'aient été reconnues comme des systèmes stellaires grâce aux travaux de Edwin Hubble, la classification morphologique reconnaissait des disques (galaxies spirales) et des sphéroïdes (galaxies elliptiques). Dans l'espace des vitesses, ces types de systèmes sont aussi reconnaissables. Par exemple, un disque en rotation est, dans l'espace déterminé par le référentiel (u, v, w) une structure bi-dimensionnelle, comme dans l'espace géométrique (x, y, z). Les vitesses de toutes les étoiles sont orientées dans le plan du disque, dans la direction parallèle à l'axe du disque elles sont nulles, ou en pratique très petites.   
Un système, ou une composante, dominée par les mouvements ordonnés est qualifié de cinématiquement froid: un disque mince en rotation en est l'illustration. À l'opposé, un système dominé par les mouvements désordonnés, tel un amas globulaire est qualifié de chaud. Cette description est une analogie avec la température dans un milieu continu qui caractérise le mouvement brownien des particules.  
Le terme de composante cinématique est par extension aussi employé pour décrire des structures détectées dans l'espace des phases, par opposition à des structures spatiales qui sont détectées sans information cinématique, simplement, par exemple en analysant une image. Une composante cinématique est un groupe d'étoiles dont la cinématique et la distribution spatiale sont corrélées de façon remarquable.  

### Bulbe, barre, disque mince, disque épais et halo
Dans les galaxies spirales, à l'instar de la Voie lactée, on distingue trois composante présentant des caractéristiques cinématiques distinctes : 
- bulbe et barre: composantes cinématiquement chaudes, dont la dispersion des vitesses est de l'ordre de plusieurs dizaines à quelques centaines de kilomètres par secondes. Le bulbe à une forme sphéroïdale, et la barre est allongée (comme un cigare).
- le disque, que l'on sépare entre disque mince et disque épais. Ce sont des composantes cinématiquement froides, essentiellemnt caractérisées par leur rotation.
- le halo qui peut être de nouveau divisé en un halo interne et un halo externe, le halo interne ayant une rotation prograde respectivement à la Galaxie tandis que le halo externe a un mouvement rétrograde net[1].

### Courant stellaire et galaxie naine ultra-faible
Les courants stellaires sont des groupes d'étoiles de la Voie lactée ou d'autres galaxies, alignées le long d'arcs courbes et dont la vitesse reste sensiblement constante ou varie régulièrement le long de la structure. Ces structures seraient difficilement détectable d'après seulement la distribution spatiale des étoiles, car la sur-densité par rapport au fond constitué par les étoiles n'appartenant pas à la structure est faible. La sur-densité apparaît dans l'espace des phases.
Les courants d'étoiles sont interprétés comme provenant de galaxies naines ayant interagi avec une galaxie dans laquelle ils sont en cours de dilution. La composition chimique des étoiles ainsi que leur âge sont des éléments aidant aussi à les détecter.
Les galaxies naines ultra-faibles qui gravitent autour de la Voie lactée sont détectées de la même manière que les courants, grâce au contraste dans l'espace des phases.

## Système résolu ou non-résolu en étoiles individuelles
On parle d'un système résolu en étoile lorsqu'il est possible de mesurer les paramètres de chaque étoile individuellement, ce qui n'est possible que si les étoiles apparaissent suffisamment séparées. En pratique, la Voie lactée, et les galaxies les plus proches pourront être résolues. Par contre, les galaxies lointaine, ou le cœur dense des amas globulaires de la Voie lactée, ne sont pas résolus, ou ne le sont que dans certains cas avec certains instruments, comme par exemple avec le télescope James Webb qui fournit une très haute résolution spatiale.
Pour les systèmes non résolus en étoile individuelle, chaque spectre obtenu contient la somme des spectres individuels d'une nombre important d'étoiles. L'information cinématique reflétera donc des statistiques de cet échantillon, et en particulier, la vitesse moyenne et la dispersion des vitesses. Pour ces systèmes, ainsi que pour certains systèmes résolus mais assez lointains, il n'est possible d'observer que les deux dimensions spatiale situées dans le plan du ciel, et la seule dimension cinématique située le long de la ligne de visée. On ne peut pas mesurer les mouvements propres ni la parallaxe, donc les composantes tangentielles de 
En utilisant la spectroscopie a fente-longue ou la spectroscopie intégrale de champ, il est possible de mesurer la vitesse moyenne et la dispersion des vitesses le long d'un axe de la galaxies, et ainsi construire une courbe de rotation. Ceci permet d'estimer la distribution radiale de la masse et le contenu de matière noire de l'objet.
Un moyen indirect pour étudier la cinématique stellaire est l'observation des nébuleuses planétaires (issues de l'évolution stellaires). Grâce aux raies d'émission intenses qui caractérisent leur spectre ces objets peuvent être détectés spectralement dans des conditions ou la lumière stellaire est insuffisante.

## Relation entre la cinématique et la composition chimique des étoiles
Ces groupes cinématiques sont étroitement reliés aux populations stellaires de la Galaxie, donnant une corrélation forte entre le mouvement et la composition chimique et suggérant donc des mécanismes de formation différents. 
Les étoiles de la Voie lactée peuvent être classées en deux grandes populations, basées sur leur métallicité, paramètre mesurant la proportion d'éléments ayant des numéros atomiques supérieurs à celui de l'hélium. Parmi les étoiles proches, il a été observé que les étoiles de population I, à métallicité élevée ont généralement des vitesses plus faibles que les étoiles de population II, plus vieilles. Ces dernières ont des orbites elliptiques inclinées par rapport au plan de la Galaxie. La comparaison des cinématiques des étoiles proches a également conduit à l'identification d'associations stellaires. Ce sont très probablement des groupes d'étoiles qui possèdent une origine commune dans des nuages moléculaires géants.

## Les groupes cinématiques dans la Voie lactée
Un groupe d’étoiles qui ont un mouvement spatial et un âge similaire est connu sous le nom de groupe cinématique. Les astronomes peuvent déterminer si des étoiles font partie d’un groupe cinématique grâce à des caractéristiques physiques similaires telles l'âge, la métallicité et la cinématique (vitesse radiale et mouvement propre).
Les étoiles parmi ces groupes ont souvent la même origine. Ils sont formés par la dislocation d'un amas ouvert ou par les restes d'une région où se formaient des étoiles.
Les groupes de jeunes étoiles qui s'échappent des amas ou qui ne sont plus liées entre elles forment des associations stellaires. Au fur et à mesure que ces étoiles vieillissent et se dispersent, leur association devient de moins en moins apparente et elles deviennent des groupes d’étoiles mobiles[réf. souhaitée].

### Associations stellaires
Une association stellaire est un amas d'étoiles très détachées dont les étoiles partagent une même origine et se déplacent ensemble dans l'espace, mais qui ne sont plus liées entre elles par gravité. Ces associations sont principalement identifiées par la similitude de leurs âges et par leurs trajectoires de déplacement[réf. souhaitée].
Les associations stellaires furent découvertes pour la première fois par l’astronome arménien Viktor Ambartsumian en 1947. Par convention, le nom d'une association comprend le nom de la constellation dans laquelle elle se trouve (ou une abréviation), son type et, parfois, une identification numérique.

### Groupes mouvants
Si les restes d’une association stellaire se déplacent à travers une galaxie avec un semblant de cohérence dans leur assemblage, on leur donne le nom de groupe mouvant. Les groupes mouvants peuvent être « vieux », comme celui de HR 1614 qui a 2 milliards d’années, ou « jeunes », comme le AB Doradus qui a 50 millions d'années.
Les groupes mouvants ont été étudiés de façon intensive par Olin Eggen dans les années 1960. Une liste des groupes les plus proches du système solaire a été créée par J. López-Santiago,.

#### Liste de groupes mouvants
Voici une brève liste de quelques groupes cinématiques connus :
- groupe mouvant de AB Doradus ;
- groupe mouvant de Beta Pictoris ;
- groupe mouvant de Castor ;
- association Corona Australis ;
- courant d'étoiles de la Grande Ourse.

### Étoiles fugitives

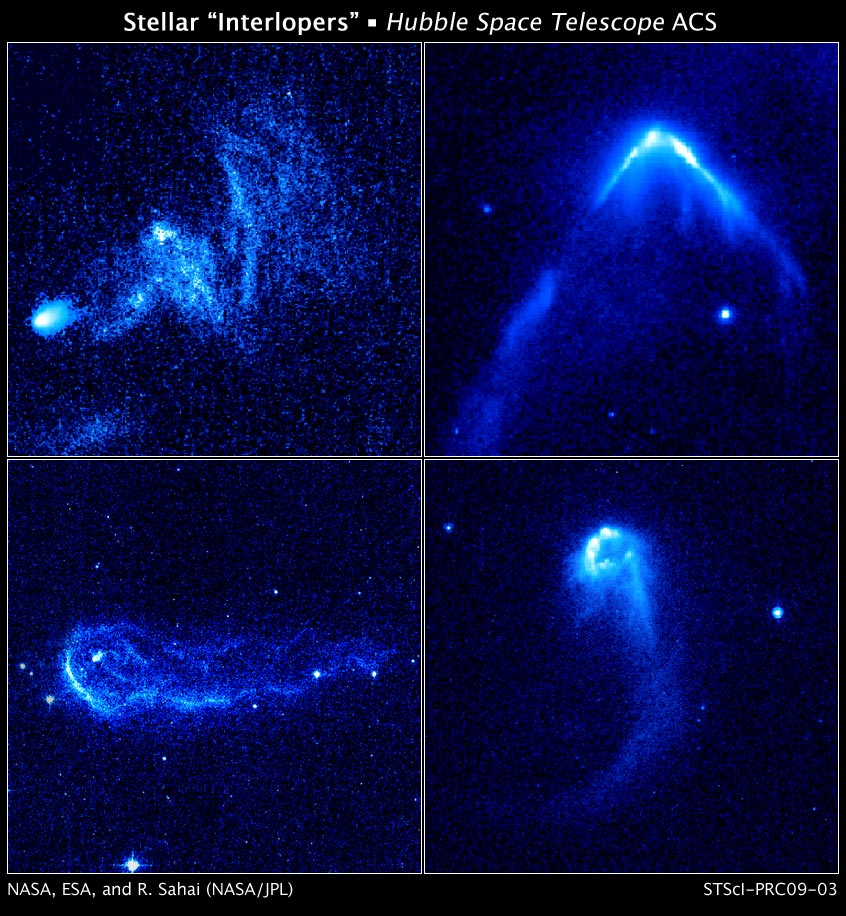
Quatre étoiles fugitives se dirigeant à travers des régions de gaz interstellaire dense, formant des trainées de poussière interstellaire. Les images des étoiles sur ces photos du télescope spatial Hubble sont 14 ans plus jeunes qu'elles le sont réellement. Elles ont été prises entre octobre 2005 et juillet 2006.

Une étoile en fuite ou fugitive (runaway star en anglais) est une étoile jeune, chaude et massive qui se déplace dans l'espace avec une vitesse anormalement élevée par rapport aux autres étoiles environnantes. Elle a été éjectée de l'amas où elle a été formée, mais généralement reste gravitationnellement liée à la galaxie. 
53 Arietis et Mu Columbae sont les premières étoiles fugitives à avoir été découvertes en 1954.

### Étoiles du halo
Les étoiles à grande vitesse du halo sont de très vieilles étoiles qui ne partagent pas les mêmes mouvements que leurs consœurs. Elles ont une orbite elliptique à la place d'une orbite circulaire autour du centre des galaxies. La vitesse orbitale des étoiles du halo n'est pas supérieure à celle du Soleil, mais ses étoiles à grande vitesse se déplacent plus rapidement dans les autres composantes de la vitesse.
L'étoile de Kapteyn est un exemple d'étoiles à grande vitesse qui évoluent près du Soleil. Sa vitesse radiale est de 245 km/s et les composantes de sa vitesse spatiale (U, V, W) = (19 km/s, -288 km/s, -52 km/s).

### Étoiles hyper-rapides
Pour les articles homonymes, voir HVS.

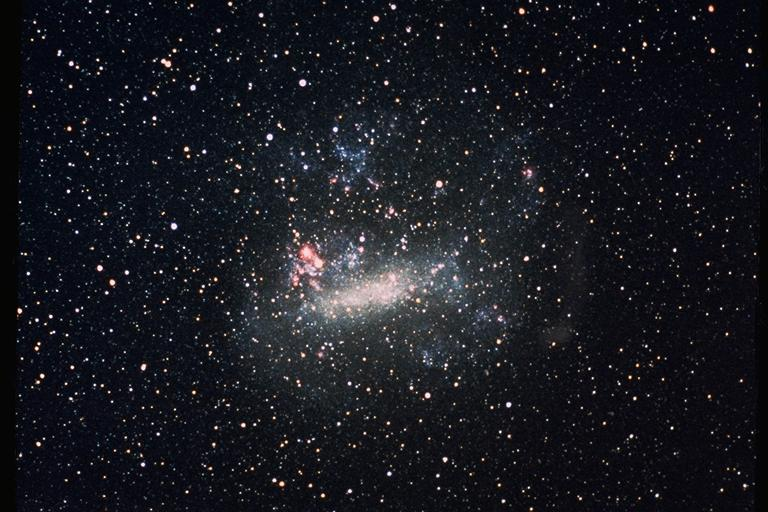
Le Grand Nuage de Magellan et, au-dessus à gauche, la Nébuleuse de la Tarentule.

Les étoiles hyper-rapides, aussi appelées étoiles exilées, en anglais hypervelocity stars ou HVS, sont des étoiles dont la vitesse est si grande qu'elles échappent à l'effet de la force gravitationnelle de la galaxie. Ces étoiles ont une vitesse de l'ordre de 1 000 km/s. 
L'existence des étoiles hyper-rapides fut initialement prédite par J. Hills en 1988. La première étoile de cette catégorie, SDSS J090745.0+024507, fut découverte en 2005 par l'équipe de Warren Brown au Harvard-Smithsonian Center for Astrophysics, sa vitesse par rapport au centre de la Voie lactée est de 709 km/s. En 2014, on en connaît 21 dont une qui proviendrait du Grand Nuage de Magellan et non de la Voie lactée. L'étoile S5-HVS1, identifiée en 2020, s'éloigne du centre de la Voie lactée à la vitesse de 1 755 ± 50 km/s. Vitesse qui, étant supérieure à la vitesse de libération, implique que l'étoile quittera définitivement la galaxie. Elle aurait été propulsée par une interaction avec Sagittarius A* le Trou noir central,. 
La plupart des astronomes estiment à 1 000 le nombre d'étoiles hyper-rapides qui se trouvent dans notre galaxie[réf. souhaitée]. Si on considère qu'il y a 100 milliards d'étoiles dans la Voie lactée, ces étoiles n'en représentent qu'une petite fraction (~0,000001 %).

## Cinématique du gaz dans les galaxies
La cinématique du milieu interstellaire des galaxies offre des informations complémentaires. Le gaz est soumis au même potentiel gravitationnel que les étoiles, mais sa cinématique peut être partiellement découplée de celles des étoiles, car le gaz est soumis aussi à des actions non-gravitationnelles. Le gaz est en effet sensible à la pression de radiation, à la pression dynamique (par exemple contre le milieu intergalactique), et aux champs magnétiques.